# Sieben weise Meister

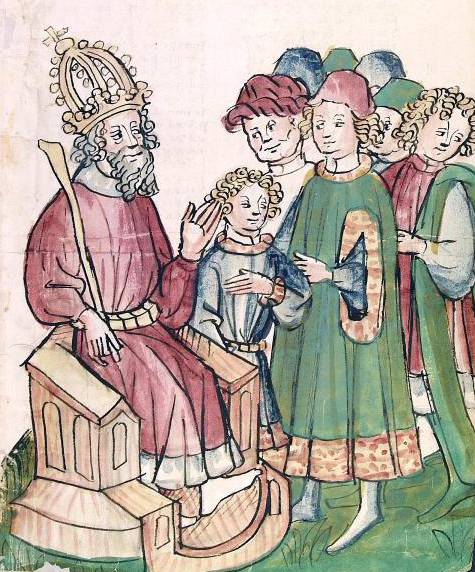
Der Kaiser überantwortet seinen Sohn den Meistern. Kolorierte Federzeichnung aus Cod. pal. germ. 149.

Sieben weise Meister (lateinisch Septem sapientes) ist eine Sammlung von vierzehn novellenartigen Erzählungen, die in eine Rahmenhandlung als fünfzehnte Erzählung eingebettet ist. Vom Mittelalter bis ins 19. Jahrhundert hinein fand diese Geschichtensammlung in unterschiedlichen Versionen eine enorme Verbreitung.

## Überlieferung
Die Erzählung stammt ursprünglich vermutlich aus Persien, ging dort in der Spätantike verloren, wurde aber in Übersetzung im syrischen und arabischen Raum seit dem 9. Jahrhundert als „Sindbad-Buch“ bekannt. Gegen Ende des 11. Jahrhunderts wurde der Stoff vermutlich in Melitene an der Euphratgrenze durch Michael Andreopulos in das Griechische übersetzt und in der Folge im Byzantinischen Reich als „Buch von Syntipas dem Philosophen“ bekannt. Ab ca. 1200 zirkulierte es in lateinischer Übersetzung im Abendland. Aus Frankreich sind literarische Bearbeitungen seit dem 13. Jahrhundert nachgewiesen (Sept Sages de Rome, um 1160), seit dem 15. Jahrhundert finden sich deutsche Übersetzungen in Versen (beispielsweise Diokletians Leben, 1412, von Hans von Bühel) und in Prosa. Dabei waren die Prosa- sehr viel erfolgreicher als die Versfassungen. Im 16. Jahrhundert wurde der Text als Volksbuch bekannt; der Stoff wurde bis ins 19. Jahrhundert tradiert.
Die früheste Prosafassung entstand wohl um 1450, die als Handschrift unbekannter Urheberschaft in den Codices Palatini germanici 149 und 106 überliefert ist (Historia septem sapientum, siehe Weblinks). Eine weitere Handschriftenfassung mit Illustrationen von Hans Dirmstein stammt von 1471.

## Rahmenhandlung
Der römische Kaiser Pontianus lässt nach dem Tod seiner Frau seinen einzigen Sohn Diocletian von sieben weisen Meistern fern der Heimat erziehen. Nach sieben Jahren kehrt der Sohn zurück. In einer Vision hat er erfahren, dass ihm ein grausamer Tod bevorsteht, dem er nur entgehen kann, indem er nach Ankunft in seiner Heimat sieben Tage lang kein Wort spricht. Deshalb schweigt der Sohn am Hof des Vaters. Unter dem Vorwand, ihn zum Reden bringen zu wollen, lässt ihn seine Stiefmutter in ihre Kammer bringen, wo sie ihn verführen will. Als es ihr nicht gelingt, reißt sie sich die Kleider vom Leib und gibt vor, dass der Sohn sie vergewaltigt habe, woraufhin er von seinem Vater zum Tode verurteilt wird. Die sieben weisen Meister können durch das Erzählen von Exempelgeschichten den Tod aber immer wieder um einen Tag herauszögern, während die Königin ihrerseits Geschichten erzählt und dadurch das Todesurteil täglich erneuert wird. Nach sieben Reden und Gegenreden sind die sieben Tage um, der Sohn kann sprechen, erzählt nun seinerseits eine Geschichte und entlarvt die Falschheit seiner Stiefmutter. Der Kaiser erkennt das Ränkespiel und versöhnt sich mit seinem Sohn; von diesem wird die Kaiserin dazu verurteilt, durch die Stadt geschleift und verbrannt zu werden, ihr Liebhaber wird gevierteilt.